# زیلت-اوشت
زیلت-اوشت (به آلمانی: Sylt-Ost) یک شهر در آلمان است که در نوردفرایسلند واقع شده‌است. زیلت-اوشت ۵٬۸۳۳ نفر جمعیت دارد.